# Matthew Santos
Matthew Santos (* 28. Dezember 1982 in Minneapolis, Minnesota) ist ein US-amerikanischer Rock- und Folk-Sänger und Songwriter. Er wurde größtenteils durch seine Zusammenarbeit mit Lupe Fiasco, insbesondere an dessen Single „Superstar“, international bekannt. Santos ist zurzeit bei Fiascos Label 1st & 15th Entertainment unter Vertrag.

## Leben und Wirken
Santos Vater ist spanisch-philippinischer Abstammung, Santos Mutter Skandinavierin. Er hat eine jüngere Schwester und einen älteren Bruder, welcher selbst Musiker in der Band „Two Wurds“ ist. Mit sechs Jahren begann Santos Klavier zu spielen und mit fünfzehn lernte er Gitarre zu spielen. Außerdem entdeckte er ein Interesse an Malerei und Grafikdesign. Bis 2001 besuchte er die Southwest Highschool, anschließend das Columbia College Chicago.
Im November 2007 veröffentlichte Santos das Live-Album „Matters of the Bittersweet“ unter dem Label Candy-Rat Records. Er gründete Januar 2008 die Santos Music Company.

## Diskografie
Alben
- 2004: Change Is Better
- 2006: As a Crow Flies
- 2007: Matters of the Bittersweet
- 2010: This Burning Ship of Fools
- 2015: Into the Further